# Millertestet
Millertestet är ett amerikanskt begrepp för en typ av prövning som en amerikansk domstol kan/ska göra för att avgöra om en text är pornografisk eller ej.
USA:s högsta domstol kom i och med målet Marvin Miller v. State of California att utveckla en modell för analys i tre steg. Marvin Miller var ägare till ett postorderföretag som saluförde pornografiska filmer och böcker.
- Steg 1. Är ett yttrande sett i sitt sammanhang ägnat att väcka lustkänslor.
- Steg 2. Beskriver materialet eller yttrandet på ett tydligt och anstötligt sätt sexuella handlingar.
- Steg 3. Saknar materialet helt litterärt, konstnärligt, politiskt eller vetenskapligt värde.

Är alla tre kriterierna uppfyllda kan materialet bedömas som obscent. Som en följd av detta saknar det grundlagsskydd enligt det första tillägget till amerikanska konstitutionen (First Amendment).
Ett område där Supreme Court godtagit en strängare hållning än den Millertestet anger är när det varit fråga om att skydda unga. Som exempel kan nämnas fall där det gällt barnpornografiskt material, där domstolen i princip varit enig om att inget yttrandefrihetsintresse kunnat överväga intresset av att skydda barn från att medverka i dylika produktioner och från att utsättas för sådant material. Det kan kanske sägas att just när det gäller skyddet av barn har USA:s högsta domstol funnit att lagstiftningen uppfyller de stränga krav som ställs på skyddsobjekt m.m.